# Fernand Rivers
Pour les articles homonymes, voir Rivers.
Fernand Rivers est un acteur, réalisateur et producteur de cinéma français, né François Large le 6 septembre 1879 à Saint-Lager (Rhône) et mort le 12 septembre 1960 à Nice (Alpes-Maritimes).

## Biographie
D'abord acteur de théâtre, Fernand Rivers est engagé au cinéma en 1902 par Pathé, chez qui il crée un personnage comique nommé « Plouf », héros d'une série de films qu'il réalise lui-même à partir de 1915. Il cesse d'être acteur en 1920, devient producteur en 1933 et continue en tant que réalisateur.
En 1935, il produit et supervise les deux premiers longs métrages réalisés par Sacha Guitry. Il poursuit sa carrière de réalisateur jusqu'en 1950 (son dernier film est Les Mains sales, d'après Jean-Paul Sartre) et de producteur, excellant dans l'adaptation d'œuvres théâtrales et littéraires.
Fernand Rivers est également distributeur français des films du studio Republic Pictures dans les années 1940 et 1950.
Il est le frère aîné de l'acteur Rivers Cadet qu'il a d'ailleurs fait participer à la plupart de ses films.

## Filmographie partielle

### Comme acteur
- 1905 : Les Martyrs de l'Inquisition, de Lucien Nonguet
- 1906 : La Peine du talion, de Gaston Velle
- 1906 : Cache-toi dans la malle!
- 1909 : Rigadin et la Jolie Manucure de Georges Monca
- 1910 : Isis, de Gaston Velle
- 1913 : Le Bon Juge, de Charles Prince
- 1913 : Trois Femmes pour un mari de et avec Charles Prince
- 1914 : Rigadin victime de l'amour, de Georges Monca
- 1914 : Rigadin et la Caissière, de Georges Monca
- 1914 : Rigadin et l'Homme qu'il assassina de Georges Monca
- 1915 : Rigadin coiffeur pour dames, de Georges Monca
- 1915 : Rigadin est jaloux de Georges Monca
- 1915 : Rigadin et la Lettre compromettante de Georges Monca
- 1915 : Comment Rigadin se fait aimer de Georges Monca
- 1915 : Rigadin et la Jolie Manucure de Georges Monca
- 1915 : Rigadin n'est pas un espion de Georges Monca

### Comme réalisateur
- 1915 : Tout ce qui brille n'est pas or
- 1915 : L'Héritage de Cécile
- 1915 : Ce que femme veut
- 1915 : Il faut que jeunesse se passe
- 1916 : Les apparences sont trompeuses
- 1916 : L'excès en tout est un défaut
- 1916 : Quand il y en a pour deux
- 1916 : Gonzague
- 1916 : L'habit ne fait pas le moine
- 1916 : Trop gratter cuit
- 1917 : Si vieillesse savait!
- 1917 : Plouf fait son voyage de noces à Deauville
- 1917 : Et l'on revient toujours
- 1917 : Plouf rate un beau mariage
- 1917 : Esprit es-tu là?
- 1918 : Plouf a eu peur
- 1918 : Le Duel de Plouf
- 1918 : Ça tourne
- 1921 : Quand les feuilles tomberont
- 1933 : Le Maître de forges, supervisé par Abel Gance
- 1934 : La Dame aux camélias,  supervisé par Abel Gance
- 1935 : Pasteur de Sacha Guitry (conseiller)
- 1935 : Bonne chance ! de Sacha Guitry (conseiller)
- 1935 : Le Chemineau
- 1936 : Bichon
- 1936 : Les Deux Gosses
- 1937 : Boissière
- 1937 : Le Fauteuil 47
- 1938 : Quatre Heures du matin
- 1938 : La Présidente
- 1938 : La Goualeuse
- 1939 : Berlingot et compagnie
- 1940 : Le Roi des galéjeurs
- 1941 : L'An 40
- 1941 : L'Embuscade
- 1944 : La Rabouilleuse
- 1946 : Cyrano de Bergerac
- 1948 : Le Maître de forges (2e version)
- 1949 : Ces dames aux chapeaux verts
- 1950 : Tire au flanc
- 1951 : Les Mains sales, coréalisé par Simone Berriau

### Comme producteur
- 1943 : Coup de feu dans la nuit, de Robert Péguy
- 1952 : L'Amour toujours l'amour, de Maurice de Canonge
- 1953 : L'Étrange Amazone, de Jean Vallée
- 1958 : En légitime défense, d'André Berthomieu

## Publications
- Cinquante ans chez les fous : Théâtre et cinéma, acteurs, auteurs, directeurs, producteurs, préface de Pierre Descaves, George Girard éditeur, 1945 (BNF 32574334)
- Au milieu des étoiles, préface d'Henri Jeanson, Fernand Rivers éditeur, 1957 (BNF 32574333)